# Esqueumorfismo
Esqueumorfismo  é um princípio de design em que os objetos derivados ou modernos ( os chamados esqueumorfos ou simulacros) retêm a forma ou alusão a ornamentos, utensílios e estruturas que eram necessárias, antigamente, nas versões originais dos objetos, mas que presentemente já não têm qualquer funcionalidade. Estas alusões às versões antigas dos produtos muitas vezes servem de símbolos identificativos da função do produto moderno.
Esta expressão foi utilizada pela primeira vez em 1889.

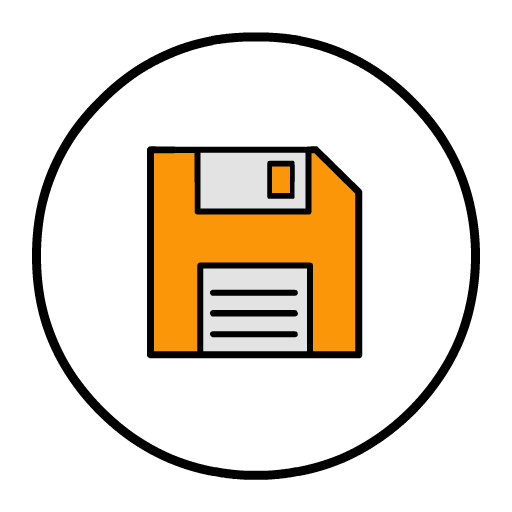
Símbolo de gravação de ficheiros, que se serve do esqueumorfo de uma disquete

A título exemplo, conta-se o recurso ao símbolo da disquete, nalguns softwares, para identificar a função de gravar, ou do envelope, para aludir aos e-mails. Outro exemplo são os rebiques metálicos usados nas calças de ganga, reminescentes dos tempos em que a ganga usada pelos mineiros era tão grossa que não bastava ser cosida com linha, também precisava de rebiques para prender.
No campo da tecnologia, é utilizado em interfaces de sistemas operacionais, em que se figura a empresa Apple Inc. como uma das empresas que utilizou amplamente o recurso na interface dos sistemas móveis.

## Etimologia
A palavra entrou na língua portuguesa por via do inglês skeumorphism, o qual, por seu turno é composto pelos étimos gregos "skeuos", (σκεῦος) que significa «utensílio» ou «vaso sagrado», e morphê, (μορφή) que significa «forma» ou «aparência».